# 拉瓦皮耶斯

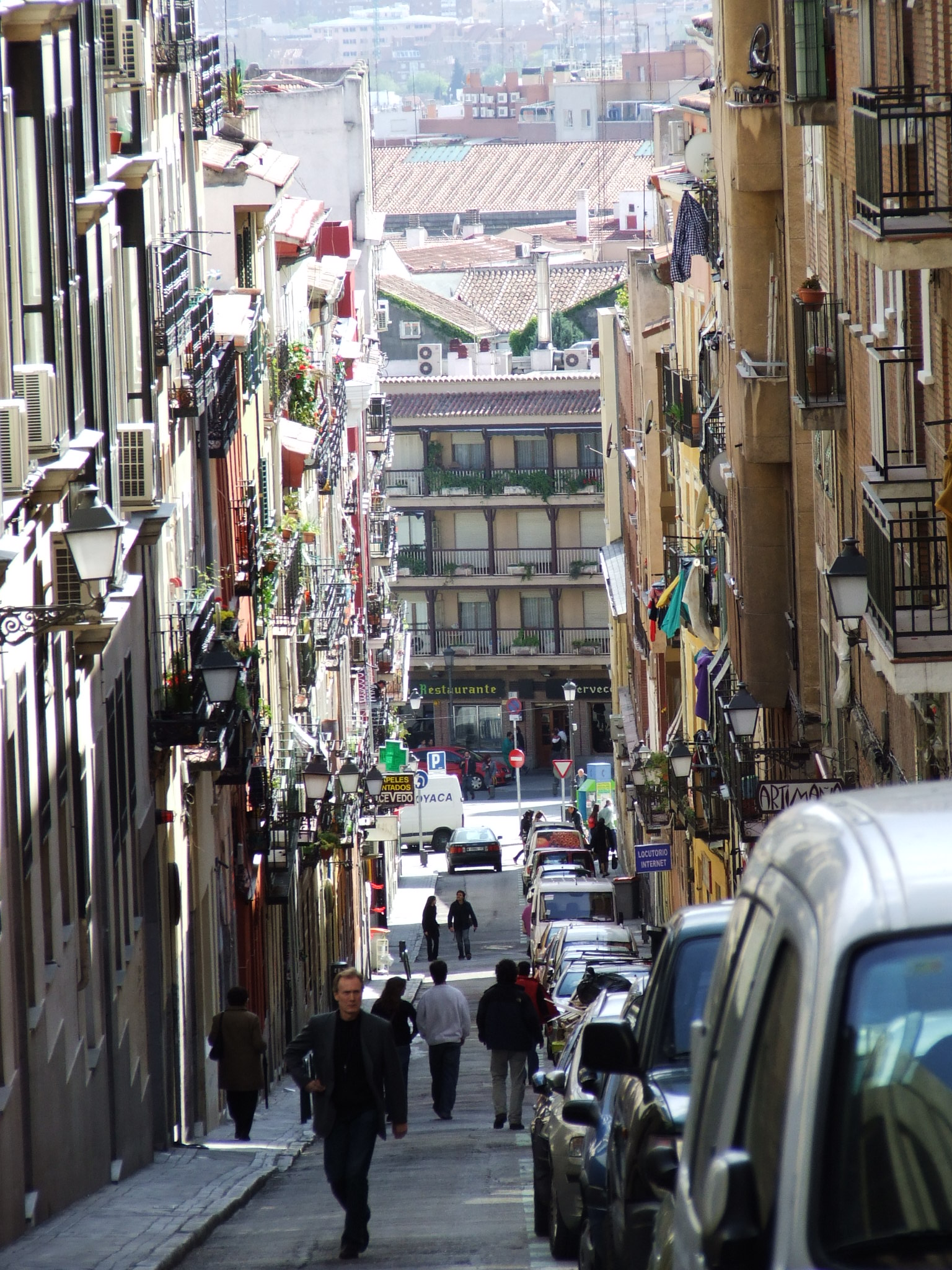
拉瓦皮耶斯的苏里塔街

拉瓦皮耶斯（西班牙語：Lavapiés，字面意思”洗脚”），是马德里地铁三号线南部的一个地铁站名，同时也是市中心一个广场以及一条繁荣大街的名字。

## 命名
相传，“洗脚"这个名字来源于一个坐落于拉瓦皮耶斯广场的喷泉。根据习俗，人们入寺祭拜神灵之前都必须在泉内洗净双脚。